# Uilleann pipes
Uilleann pipes est le nom contemporain donné à la cornemuse irlandaise (píb uilleann en gaélique).

## Histoire
Le terme uilleann (/ˈɪlən/), (génitif de uille qui signifie coude en gaélique), n'est utilisé que depuis le XXe siècle. L'instrument était auparavant connu sous le nom de union Pipes, terme utilisé depuis le XVIIIe siècle ; une rumeur persistante voudrait que la dénomination union soit due à des connotations politiques, telles que l'Acte d'Union (1800) imposé par l'Angleterre, mais l'instrument étant attesté bien avant cette date, cette explication ne tient pas. Il est en revanche possible qu'il s'agisse de l'union de la chanterelle et des régulateurs.
Son ancêtre le Piob Mhor, grande cornemuse de guerre, fut utilisé durant les batailles, notamment au cours de la Guerre de neuf ans en Irlande (1594-1603) et à la bataille de Fontenoy en 1745.
Elle fut mise hors-la-loi durant le bannissement des lois de Brehon qui amena la destruction de l'ordre gaélique. Représentants d'une loyauté et d'un patriotisme menaçants pour l'Angleterre, sous le règne d'Édouard III, sonneurs, ménestrels et conteurs ont été régulièrement emprisonnés pour troubles à l'ordre public ou rébellion, voire condamnés à la peine capitale[réf. nécessaire]. Cette interdiction fut édictée en 1367 dans les lois pénales des statuts de Kilkenny.
Le développement de l'instrument, plus doux que son prédécesseur, date du XVIIIe siècle et fut très influencé par la musette et autres cornemuses pastorales qui inspirèrent, entre autres, l'utilisation du soufflet. Ce dernier permet de chanter ou narrer tout en jouant, comme l'ont fait entre autres Paddy Moloney les McPeakes et Finbar Furey.
Cet instrument est, de nos jours, joué exclusivement assis, mais les pipers ambulants tels les Doran, en jouaient debout avec une jambe repliée pour y poser le chanter.
L'instrument, en voie d'extinction dans les années 1960, doit sa renaissance en partie à Séamus Ennis qui influença une nouvelle génération de pipers dont Liam O'Flynn. L'intérêt renouvelé pour cet instrument vient de l'engouement pour le folk et le trad durant les années 1970, avec l'apparition des groupes cultes tels Planxty, the Chieftains et The Bothy Band, tous ayant un uilleann piper à bord.

## Facture

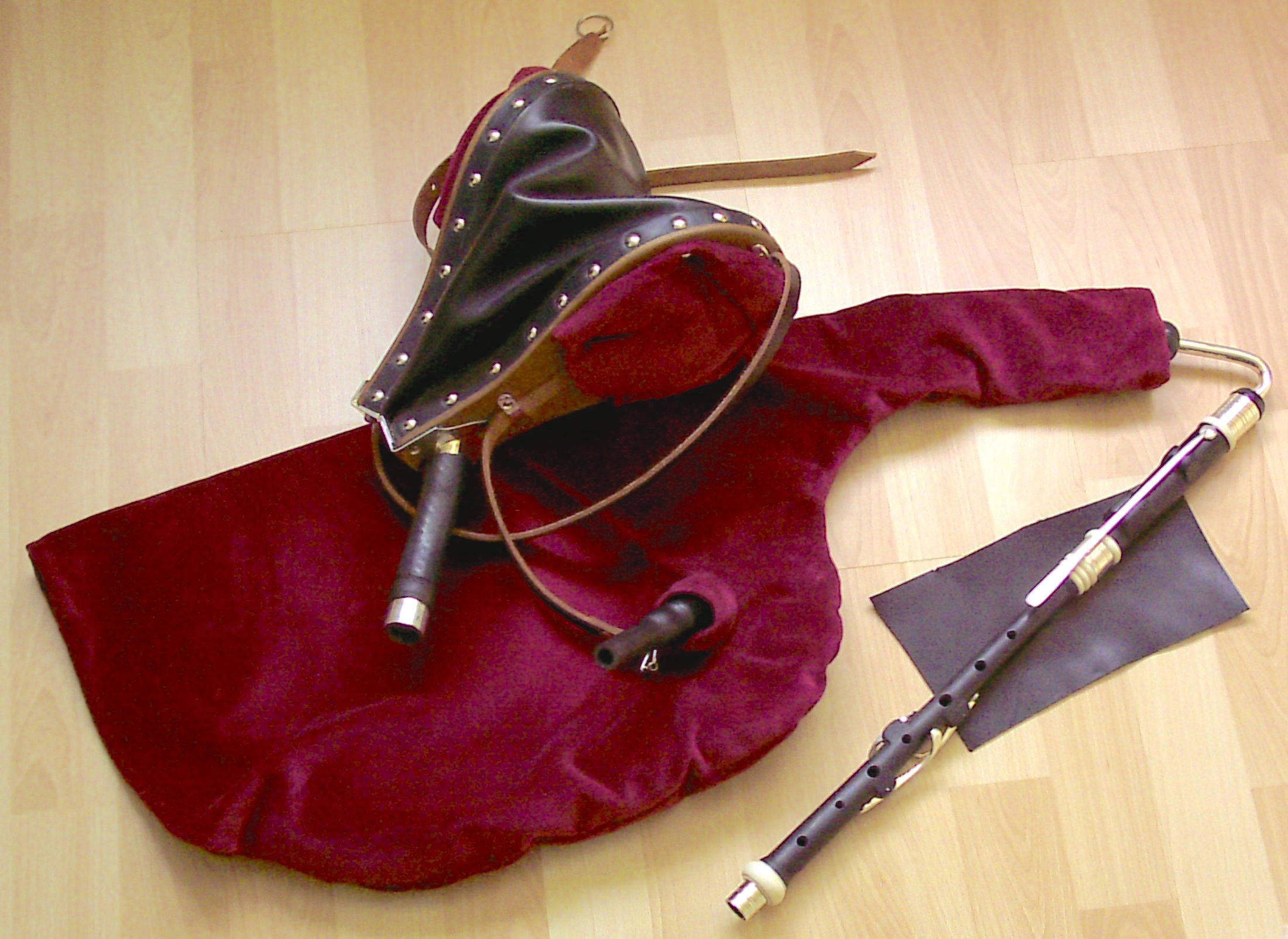
Le practice set, qui est dépourvu de bourdon

Les uilleann pipes s'appellent, dans leur configuration la plus simple, un practice set, qui consiste en un soufflet, une poche et une chanterelle (en anglais, chanter). L'étape suivante est le half-set, auquel sont ajoutés les bourdons (ou drones), puis le 3/4 set, et enfin l'instrument complet ou full set, qui comprend en général 3 bourdons et 3 régulateurs ; le tout peut-être soit Concert pitch  = Ré, soit do, do#, si, si♭.
L’instrument a une tessiture de deux octaves sur le chanter, équivalent du levriad  ou  hautbois (en breton) d’une cornemuse écossaise, ainsi que des clefs permettant de jouer les altérations.
L’entrée d’air dans le sac se fait par le biais d’un soufflet, fixé d’un côté à la taille et de l’autre côté au niveau du biceps ; le mouvement du bras active ce soufflet. Ceci permet de pomper un air relativement sec dans la poche puis dans les anches. Un tuyau souple relie ce soufflet à la poche de la cornemuse afin de la remplir d’air.
Les Uilleann pipes disposent classiquement de trois bourdons, accordés à trois octaves différentes (ténor, baryton, basse), ce qui est inhabituel dans la mesure où les bourdons sont généralement accordés à la quinte et l’octave sur une cornemuse ou à l'unisson, soit deux ténors = une octave sous la fondamentale, et un basse = deux octaves au-dessous, comme sur les highland pipes. Il existe également quelques rares instruments dotés d'un quatrième bourdon (alto, entre le ténor et le baryton). Le facteur Alain Froment équipa certains de ses sets d’un bourdon à la quinte.
À côté des bourdons, on trouve un jeu de régulateurs, sorte de chanters équipés de clés, qui sont utilisés pour jouer des notes afin d’accompagner la mélodie soit en harmonie avec celle-ci, en plaquant de petits accords, soit rythmiquement. Ces clés sont actionnées par le poignet du musicien ; le nombre de régulateurs varie de zéro à cinq.
Les anches du chanter et des régulateurs sont doubles, faites en roseau généralement ou, suivant l'ancienne méthode ressuscitée par Brendan Ring, en sureau. Celles des bourdons sont en tube de roseau. Il y sept anches au total dans un full set.
Certains chanters de uilleann pipes peuvent porter jusqu'à 7 voire 8 clés donnant accès à des notes intermédiaires, et sont généralement accordés en ré (D concert set) ou en do, do#, si, plus rarement si♭ ou même la qu’on appelle des flat set. Les chanters peuvent être équipés d'une stop key, une clef qui interrompt le flux d’air et permet d'accorder les bourdons et régulateurs sans que le chanter n’émette de son.
Les uilleann pipes les plus complexes connus à ce jour[Quand ?] sont équipés de cinq bourdons et de cinq régulateurs au lieu des trois habituels. Malgré l'inflation du nombre de ces tuyaux, ils ont eux aussi un son plutôt ténu en comparaison d'une cornemuse plus « classique ».
Les grands facteurs furent Coyne, Taylor (auquel on doit le concert pitch set contemporain (en D donc en ré)
Kennedy, Rowsome, Williams, Froment ; la plupart des facteurs contemporains utilisent les cotes des anciens.

## Jeu

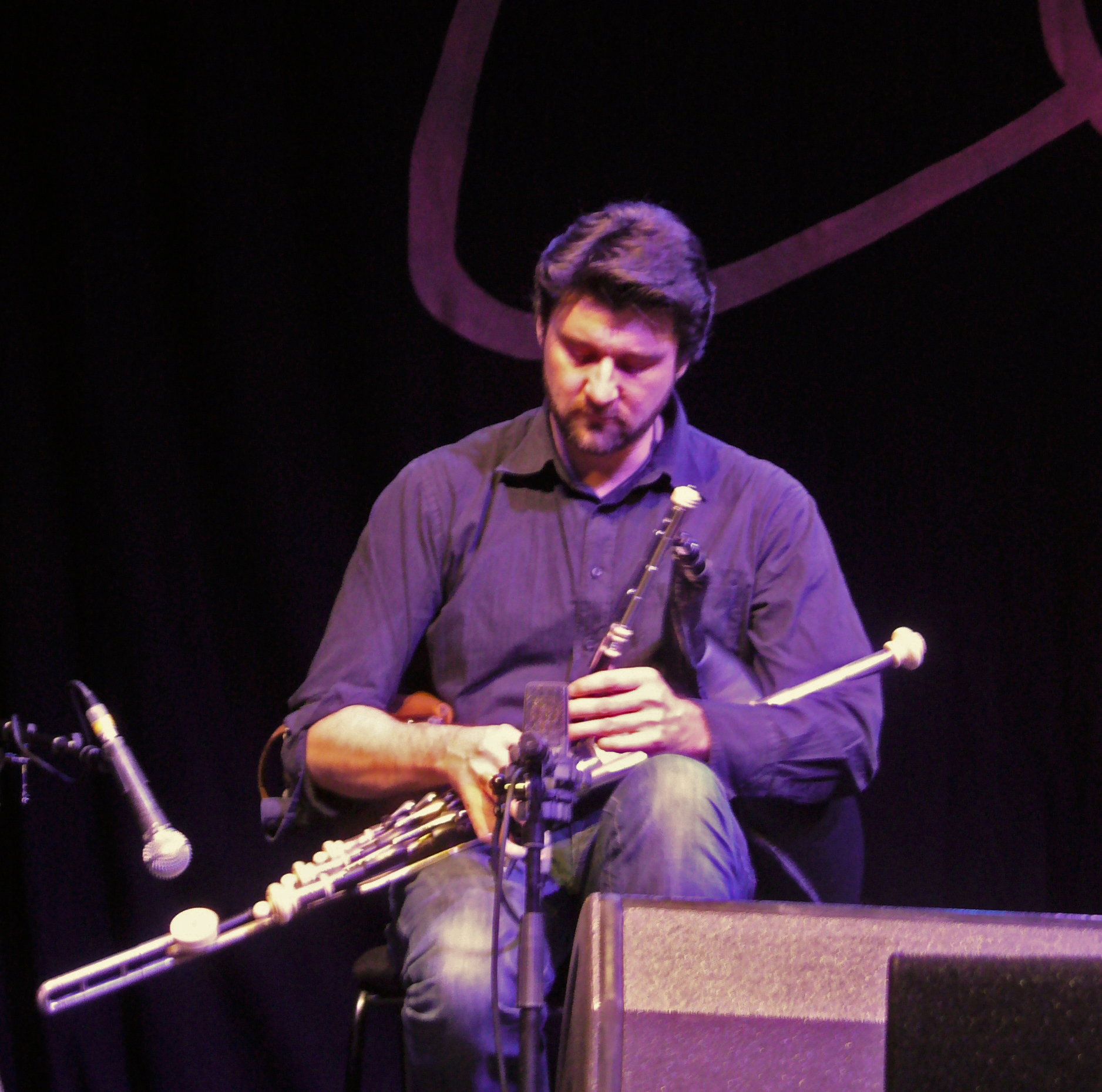
Le sonneur breton Ronan Le Bars

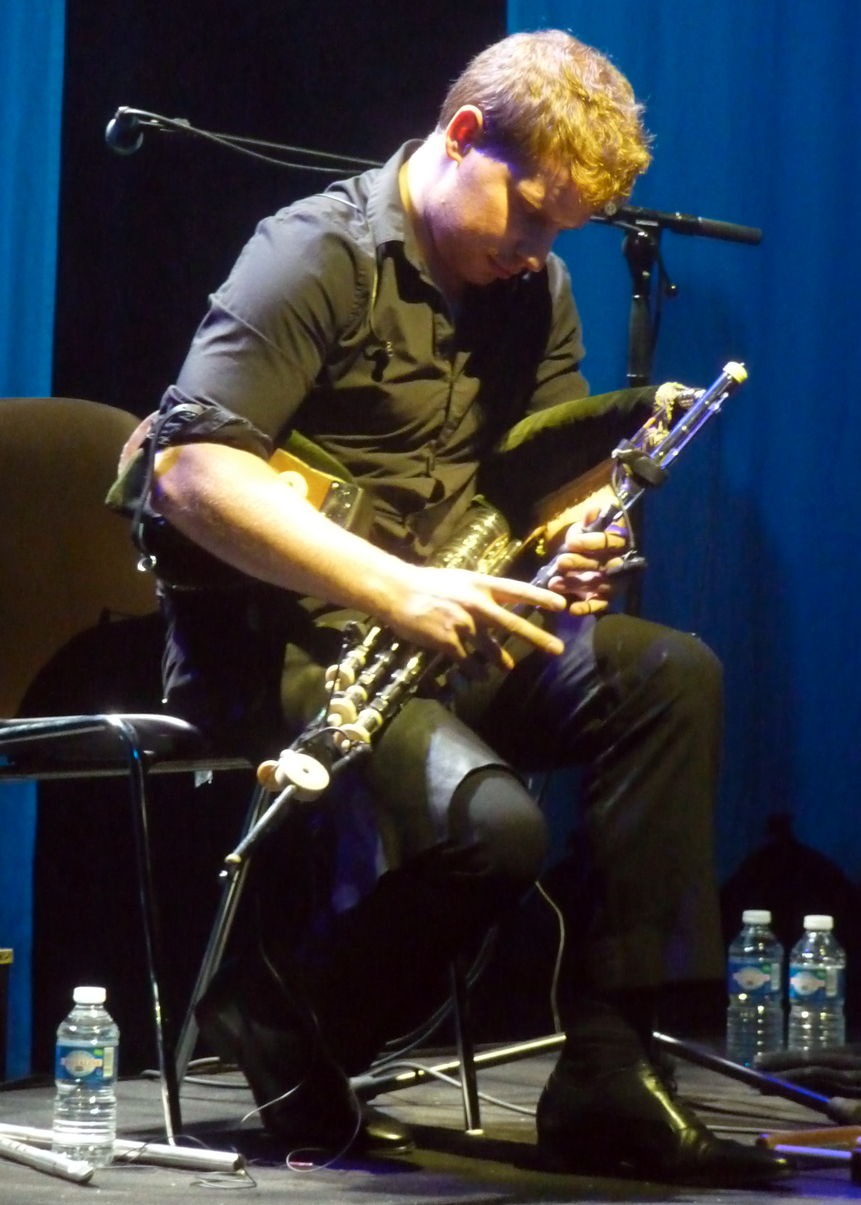
Joueur de pipes irlandais en 2015

Il y a plusieurs styles de jeu, open and tight fingering, et le travelling style, typiquement open. Johnny Doran qui a inspiré entre autres Davy Spillane, Finbar Furey, Mickey Dunne et Paddy Keenan, en était le virtuose.
C’est, avec le small pipes, la seule cornemuse capable de ne produire aucun son, tant que sa poche reste gonflée, les autres cornemuses jouant les notes produites par les bourdons de manière continue, et ne peuvent interrompre le son.
Pour ce faire, le uileann piper dispose d’une clé sur la souche des bourdons, permettant d’interrompre le flux d’air qui leur est envoyé ; un petit morceau de cuir qu’il pose sur son genou, pour y appuyer l’extrémité du chanter afin de boucher toutes les sorties d’air et d’interrompre le flux d’air produisant la mélodie, lui permet notamment de jouer staccato.
Parmi les instrumentistes contemporains irlandais, on peut citer Paddy Keenan, Davy Spillane, Brian McNamarra, Michael Cooney, Cillian Vallely, Mick O'Brien, David Power, Tiarnan Ó Duinnchinn, Padraic McGovern, Mark Redmond, Ronan Browne, Neilly Mulligan, Mickey Dunne, Maire Ní Ghrada, Peter Browne, Robbie Hannan, John McSherry, Calum Stewart ...
Patrick Molard, Ronan Le Bars, Loïc Joucla, Sylvain Barou, Maodez Arhant, Konogan an Habask, Kévin Camus, Loïc Bléjean sont des piper bretons ;
Stijn van Beek, piper hollandais, appartenant à la formation folk Hot Griselda et Fred Morrison. Troy Donockley, joueur anglais de uilleann pipes, joue depuis 2013 au sein du groupe de métal symphonique finlandais Nightwish.